# Ignatius Elias III
Mor Ignatius Elias III (Syrisch: ܐܝܓܢܛܝܘܣ ܐܠܝܐܣ ܬܠܝܬܝܐ) (Mardin, 13 oktober 1867 – Manjanikkara (Travancore), 13 februari 1932) was de 119e patriarch van de Syrisch-orthodoxe Kerk van Antiochië en bekleedde deze functie van 1917 tot zijn overlijden in 1932. Hij werd in 1987 heilig verklaard door Ignatius Zakka I Iwas.

## Biografie
Nasri werd geboren in Mardin (toen in het Ottomaanse Rijk) als zoon van Chorepiscopus Abraham en Maryam. Hij had vier broers en drie zussen. Na de dood van zijn moeder werd hij opgevoed door zijn oudste zus Helena. Als tiener werkte hij als goudsmid en kortstondig ook voor de Ottomaanse overheid.
In 1887 trad hij toe tot het Mor Hananyo-klooster bij Mardin, waar hij diaken werd onder patriarch Ignatius Petrus IV. In 1889 werd hij monnik en nam de naam Elias aan. In 1892 werd hij tot priester gewijd.
Tijdens de Hamidische Bloedbaden bood hij onderdak aan ongeveer 7000 Armeense vluchtelingen in het klooster van Mor Quryaqos. Later werd hij hoofd van zowel Mor Quryaqos als Mor Hananyo. In 1908 werd hij bisschop van Diyarbakir onder de naam Mor Iwanius.
In 1912 werd hij overgeplaatst naar Mosoel. Na het overlijden van patriarch Ignatius Abded Aloho II werd hij in 1917 tot patriarch gekozen. In 1919 bezocht hij Constantinopel en kreeg hij een officiële erkenning van zijn ambt van de Ottomaanse sultan Mehmed VI.

## Activiteiten als patriarch
Na de Turkse Onafhankelijkheidsoorlog moest Elias het patriarchale hoofdkwartier in Mardin verlaten en trok hij naar Jeruzalem. Hij stichtte daar een kerkelijke drukkerij, en later ook in Aleppo en Mosoel.
In 1930 hield hij een synode in het Mor Mattai-klooster bij Mosoel om de kerkstructuur te hervormen.

## Reis naar India en overlijden
Op verzoek van de onderkoning van Brits-Indië, Edward Frederick Lindley Wood, reisde Elias in 1931 naar Malankara (India) om een kerkelijke verdeeldheid binnen de Malankarakerk op te lossen. Ondanks zijn slechte gezondheid maakte hij deze lange reis. Hij werd hartelijk ontvangen door geestelijken en bestuurders, en voerde overleg met beide partijen in de twist.
Elias overleed op 13 februari 1932 in Manjanikkara en werd begraven in het St. Ignatius-klooster aldaar. Zijn graf is sindsdien een belangrijk pelgrimsoord.

## Heiligverklaring
In 1987 werd Elias III door patriarch Ignatius Zakka I Iwas heilig verklaard. Zijn feestdag wordt jaarlijks gevierd op 13 februari.
Petrus · Euodias · Ignatius · Hero · Cornelius · Eros · Theofilus van Antiochië · Maximus I · Serapion · Asclepiades · Filetus · Zebinnus · Babylas · Fabius · Demetrius · Paulus van Samosata · Domnus I · Timeüs · Cyrillus · Tyrannos · Vitalis · Filogonus · Paulinus · Eustatius · Eulalius · Eufornius · Filaclus · Stefanus I · Leontius · Eudoxius · Euzoius · Meletius · Flavianus I · Porfyrus · Alexander · Theodotus · Johannes I · Domnus II · Maximus II · Basilius · Acacius · Martyrius · Petrus de Vollere · Julianus · Petrus Fullo · Johannes II · Stefanus II · Callandion · Palladius · Flavianus II · Severus · Paulus I · Eufrosius · Efremus

Grieks-orthodoxe patriarchen:

Paulus II · Eufrasius · Efraïm · Domnus III · Anastasios I de Sinaïet · Gregorius I · Anastasios II · Gregorius II · Anastasius III · Macedonius · Georgius I · Macarius · Theofanes · Sebastianus · Georgius II · Alexander · Stefanus IV · Theofylactus · Theodorus · Johannes IV · Job · Nicolaas · Simeon · Elias · Theodosius I · Nicolaas II · Michaël · Zacharias · Gregorius III · Job II · Eustratius · Christoforus I · Theodorus II · Agapius · Johannes V · Nicolaas III · Elias II · Georgius Lascaris · Macarius de Zuivere · Eleuterius · Petrus III · Johannes VI · Emilianus · Theodosius II · Niceforus · Johannes VII · Johannes IX · Euthymius · Macarius II · Athanasius I · Theodosius III · Elias III · Christoforus II · Theodorus IV Balsamon · Joachim · Dorotheüs · Simeon II · Euthymius · Theodosius IV · Theodosius V · Arsenius · Dionysius · Marcus · Ignatius II · Pachomius · Nilus · Michaël III · Pachomius II · Joachim II · Marcus III · Dorotheüs II · Michaël IV · Marcus IV · Joachim III · Gregorius III · Dorotheüs III · Michaël V · Dorotheüs IV · Joachim IV Ibn Juma · Michaël VI Sabbagh · Joachim V · Joachim VI · Dorotheüs V · Athanasius III Dabbas · Ignatius III Attiyah · Euthymius III · Euthymius IV · Michaël III Zaim · Neofytos · Athanasius IV Dabbas · Cyrillus III Zaim · Athanasius IV Dabbas · Silvester · Filemon · Daniël · Euthymius V · Serafim · Methodius · Hiërotheos · Gerasimos · Spyridon · Meletius II Doumani · Gregorius IV Haddad · Alexander III Tahan · Theodosius VI Abourjaily · Elias IV Muawad · Ignatius IV Hazim · Johannes X Yazigi

Syrisch-orthodoxe patriarchen:

Severus · Sergius · Paulus II · Petrus III van Raqqa · Julianus I · Athanasius I Gammolo · Johannes II van de Sedre · Theodorus · Severius II bar Masqeh · Athanasius II · Julianus II · Elias I · Athanasius III · Iwanis I · Euwanis I · Athanasius alSandali · Georgius I · Jozef · Quryaqos van Takrit · Dionysius I · Johannes III · Ignatius II · Theodosius Romanos · Dionysius II van Antiochië · Johannes IV Qurzahli · Basilius I · Johannes V · Iwanis II · Dionysius III · Abraham I · Johannes VI Sarigta · Athanasius IV van Salah · Johannes VII bar Abdun · Dionysius IV Yahya · Johannes VIII · Athanasius V · Johannes IX bar Shushan · Basilius II · Johannes Abdun · Dionysius V Lazaros · Iwanis III · Dionysius VI · Athanasius VI bar Khamoro · Johannes X bar Mawdyono · Athanasius VII bar Qutreh · Michaël I de Grote · Athanasius VIII · Johannes XI · Ignatius III David · Johannes XII bar Madani · Ignatius IV Yeshu · Philoxenos I Nemrud · Michaël II · Michaël III Yeshu · Basilius III Gabriël · Philoxenos II de Schrijver · Basilius IV Shemun · Ignatius Behnam alHadli · Ignatius Khalaf · Ignatius Johannes XIII · Ignatius Nuh van Libanon · Ignatius Yeshu I · Ignatius Jakobus I · Ignatius David I · Ignatius AbdAllah I · Ignatius Nemet Allah I · Ignatius David II Shah · Ignatius Pilatus I · Ignatius Hadayat Allah · Ignatius Simonis I · Ignatius Yeshu II Qamsheh · Ignatius Abdul Masih I · Ignatius Gregorius II · Ignatius Isaac Azar · Ignatius Shukr Allah II · Ignatius Gregorius III · Ignatius Gregorius IV · Ignatius Matteüs · Ignatius Yunan · Ignatius Gregorius V · Ignatius Elias II · Ignatius Jakobus II · Ignatius Petrus IV · Ignatius Abdul Masih II · Ignatius Abd Allah II · Ignatius Elias III · Ignatius Afrem I Barsoum · Ignatius Jacob III · Ignatius Zakka I Iwas · Ignatius Aphrem II Karim

Latijnse patriarchen:

Peter I van Narbonne · Bernard van Valence · Ralf I van Domfront · Aimery van Limoges · Ralf II · Peter II van Angoulême · Peter III van Locedio · Peter van Capoue · Reinier · Albert Rezzato · Opizo Fieschi · Isnard · Gérald Othon · Raymond de Salgues · Séguin d'Anton · Wenzel Gerard van Burenitz · Johannes · Guillaume de la Tour · Denis du Moulin · Jacques Juvénal des Ursins · Lorenzo Zane · Alfonso Caraffa · Juan de Ribera · Luigi Caetani · Giovanni Battista Pamphili · Cesare Monti · Alessandro Crescenzi · Charles Thomas Maillard de Tournon · Giberto Bartolomeo Borromeo · Joaquín Fernández Portocarrero · Francesco Maria Pallavicini · Lodovico Calini · Giulio Maria della Somaglia · Antonio Despuig y Dameto · Lorenzo Girolamo Mattei · Albertus Barbolani di Montauto · Josephus Melchiades Ferlisi · Carolus Belgrado · Paulus Brunoni · Petrus De Villanova · Placidus Ralli · Vencentius Tizzani · Franciscus de Paula Cassetta · Carlo Nocella · Lorenzo Passarini · Ladislao Michele Zaleski · Roberto Vicentini